# Der Saustall
Der Saustall (Coup de torchon) ist eine französische Kriminalkomödie bzw. Satire auf die Verhältnisse in den afrikanischen Kolonien Frankreichs von Bertrand Tavernier. Vorlage für den Film war Jim Thompsons Pulp-Thriller Pop. 1280, der um 1910 in Texas spielt und 1964 erschien. Erstaufführung war am 4. November 1981, in die deutschen Kinos kam der Film am 19. November 1982.

## Handlung
In einem Hinterhof des französischen Kolonialreichs, dem fiktiven Dorf Bourkassa Ourbangui in Französisch-Westafrika im Jahr 1938: Der träge Polizist Cordier ist genauso heruntergekommen wie alle anderen. Er wird sowohl von seinen Vorgesetzten, den örtlichen Ganoven und Zuhältern wie Le Péron, von denen er sich bestechen lässt, als auch von seiner Frau, die ihn offen mit „Nono“, ihrem angeblichen Bruder, hintergeht, nicht ernst genommen, ja sogar verspottet und verachtet. Der örtliche Priester bringt seine Pflichtvergessenheit auf den Punkt: Den Einwohnern sei nicht entgangen, dass er nie jemanden verhaftet habe. Aber an Cordier, der seinerseits seine Frau mit der etwas unbedarften Rose betrügt, scheint alles abzuprallen. Als sich auch noch ein Kollege (Chavasson) in der nächstgrößeren Stadt über ihn lustig macht und ihm empfiehlt, sich von den Zuhältern (deren Zeitvertreib unter anderem darin besteht, auf Leichen im Fluss zu schießen) nichts mehr gefallen zu lassen, nimmt er sich dies zu Herzen; bei seiner Rückkehr erschießt er die beiden Zuhälter, nachdem er sie noch ein Lied hat singen lassen. Nun kennt er keine Hemmungen mehr und erschießt auch Zeugen wie den Schwarzen „Freitag“ oder den Mann von Rose, der sie in aller Öffentlichkeit schlägt. Schließlich fädelt er auch ein, dass Rose seine Frau und Nono erschießt, die sie bezichtigen, Geld unterschlagen zu haben.
In der Schlusseinstellung zielt Cordier sogar noch auf spielende Kinder, lässt den Revolver aber wieder sinken.

## Hintergrund
Der Film wurde im Senegal gedreht.
Der Originaltitel Coup de torchon bedeutet wörtlich „Schlag mit dem Wischlappen“ und steht für Großreinemachen und Ausmisten. Tavernier hat den Augiasstall, den Cordier ausmisten will, in die Gegenwart des kolonialen Afrika verlegt. Er selbst bezeichnete den Film als „metaphysische Komödie“.

## Auszeichnungen
Der Film war 1983 in der Kategorie Bester ausländischer Film für den Oscar nominiert und 1982 gleich zehnfach für einen César. 1982 teilte er sich den Preis für den besten französischen Film des Syndicat Français de la Critique de Cinéma (SFCC) mit Claude Millers Das Verhör.

## Kritiken
„Ein faszinierendes, aber auch schwieriges und zwiespältiges Werk, das sowohl politische als auch ethische Rückschlüsse auf das Wertesystem der Weißen mit seinen brüchigen Moralprinzipien erlaubt. Hervorragend: die schauspielerischen Leistungen.“

„Mit dem bravourösen Philippe Noiret als Hauptdarsteller, in den wunderbar dezenten Dekors des 78jährigen Kino-Architekten Alexandre Trauner (Kinder des Olymp) und vor den langen, geschmeidigen Kamerafahrten Pierre-William Glenns hat Tavernier einen Alptraum inszeniert - schrecklich schön und furchtbar komisch.“

## Trivia
Noiret war seit seinem Erstling Der Uhrmacher von St. Paul von 1974 einer von Taverniers bevorzugten Schauspielern. Tavernier zufolge legte Noiret die Rolle nach Robert Mitchum in El Dorado an.

## Verfügbarkeit
Der Film ist in Deutschland auf Amazon Prime verfügbar. Die in Frankreich vom Herausgeber Studio Canal veröffentlichten DVD-Auflagen von 2001 und 2007, beide mittlerweile vergriffen, verfügen neben dem französischen Originalton auch über eine deutsche Tonspur. Die letzte von Studio Canal veröffentlichte DVD-Auflage von 2010 hingegen hat nur noch den französischen Originalton.